# Tactusa
Tactusa là một chi bướm đêm thuộc họ Erebidae.

## Các loài
- Nhóm loài sumatrensis 
  - Tactusa major Fibiger, 2010
  - Tactusa rima Fibiger, 2010
  - Tactusa sine Fibiger, 2010
  - Tactusa sumatrensis Fibiger, 2010
  - Tactusa parasumatrensis Fibiger, 2010
- Nhóm loài trigonifera 
  - Tactusa schnacki Fibiger, 2010
  - Tactusa trigonifera (Hampson, 1898)
  - Tactusa nilssoni Fibiger, 2010
  - Tactusa ostium Fibiger, 2010
  - Tactusa peregovitsi Fibiger, 2010
  - Tactusa flavoniger Fibiger, 2010
- Nhóm loài nieukerkeni
  - Tactusa nieukerkeni Fibiger, 2010
  - Tactusa topi Fibiger, 2010
  - Tactusa incognita Fibiger, 2010
  - Tactusa tranumi Fibiger, 2010
  - Tactusa bechi Fibiger, 2010
  - Tactusa dohertyi Fibiger, 2010
- Nhóm loài artus
  - Tactusa minor Fibiger, 2010
  - Tactusa jeppeseni Fibiger, 2010
  - Tactusa artus Fibiger, 2010
  - Tactusa biartus Fibiger, 2010
  - Tactusa similis Fibiger, 2010
  - Tactusa constrictor Fibiger, 2010
  - Tactusa assamiensis Fibiger, 2010
  - Tactusa discrepans Fibiger, 2010
  - Tactusa spadix Fibiger, 2010
  - Tactusa pars Fibiger, 2010